# George Tokoro
Takayuki Haga (芳賀 隆之 Haga Takayuki?, n. 26 ianuarie 1955, Tokorozawa, Japonia), mai cunoscut sub pseudonimul artistic George Tokoro (所ジョージ Tokoro Jōji?), este un umorist, vedetă de televiziune, cântăreț și eseist japonez.

## Biografie
S-a născut în anul 1955 în orașul Tokorozawa din prefectura Saitama și a urmat cursurile Facultății de Comerț ale Universității Takushoku din Tokyo. A fost comic de televiziune și cântăreț și s-a făcut cunoscut prin hitul „Gamble kyosokyoku - kumikyoku: fuyu no jokei”. A publicat, de asemenea, aproximativ 30 de cărți.
A jucat în filmele Kiidonaapu • Buruusu (1982) al lui Shimpei Asai și Madadayo (1993) al lui Akira Kurosawa. Pentru rolul studentului Amaki din ultimul film al lui Kurosawa a obținut premiul Panglica Albastră pentru cel mai bun actor în rol secundar și o nominalizare la premiul Academiei Japoneze de Film pentru cel mai bun actor în rol secundar.

## Activitate actoricească

### Filme
- Kiidonaapu • Buruusu (1982)[4]
- Madadayo (1993) - Amaki[5]
- Ponyo (2008) - Fujimoto (voce)

### Jocuri video
- Jagainu-kun (xxxx) (Game Boy Color - compozitor)
- Tokoro-san no Mamoru mo Semeru mo (xxxx) (Family Computer)
- Tokoro-san no Mah Mahjong! (xxxx) (Arcade)
- Tokoro-san no Mah Mahjong 2: Tokoro's Cup (xxxx) (Arcade)
- Tokoro's Mahjong Jr. (xxxx) (Game Boy)
- Tokoro's Mahjong (xxxx) (Super Famicom)
- Tokoro-San no Setagaya Country Club (xxxx) (Game Boy Color)
- Tokoro-san no Daifugou (xxxx) (PlayStation)

### Dublaje de voce în limba japoneză

#### Sitcomuri
- ALF - ALF[7]

#### Filme de animație
- Howard the Duck (versiune Fuji TV) - Howard the Duck
- Look Who's Talking Too - Michael „Mikey” Jensen-Ubriacco
- Ralph Rupe Netu' - Buzz Lightyear[8]
- Familia Simpson: Filmul - Homer Simpson
- Povestea jucăriilor - Buzz Lightyear
- Povestea jucăriilor 2 - Buzz Lightyear
- Povestea jucăriilor 3 - Buzz Lightyear
- Povestea jucăriilor 4 - Buzz Lightyear